# دموع التماسيح

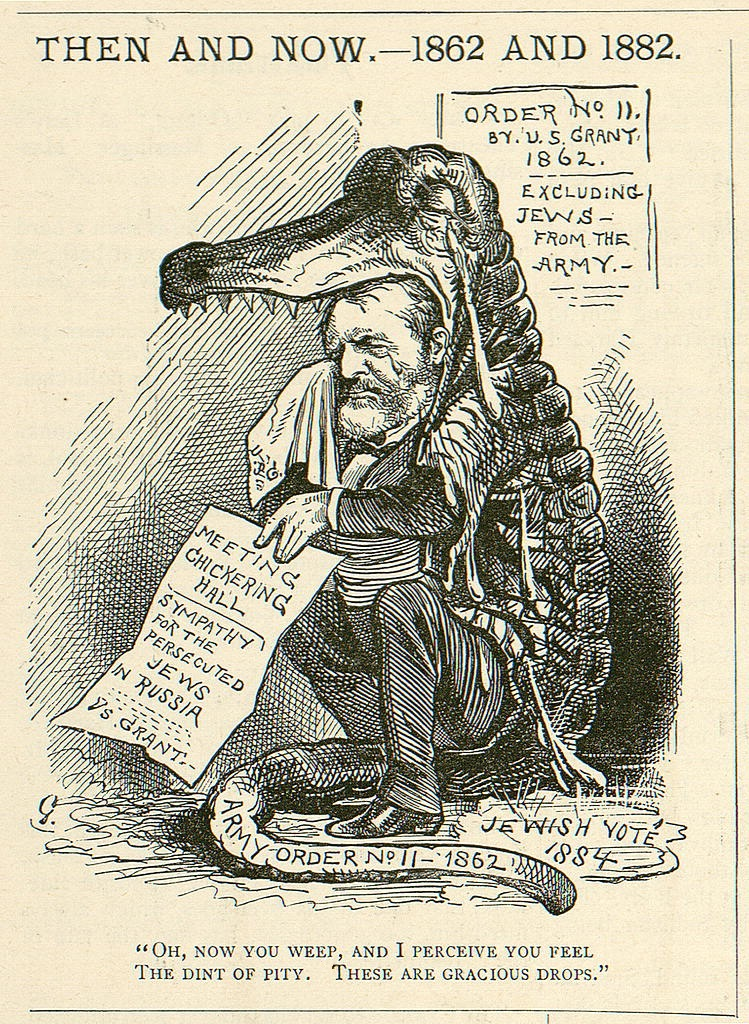

دموع التماسيح (بالإنجليزية: Crocodile tears)‏ أو التعاطف السطحي هو مصطلح يصف المشاعر الكاذبة تجاه شيء ما مثل إدعاء المنافق البكاء على حزن أو مصيبة وهو في الحقيقة لا يشعر بالحزن. تستخدم التماسيح اسلوب النحيب والبكاء احياناً لكي تستدرج فريستها[بحاجة لمصدر] ومن هنا جاء وصف دموع التماسيح أي لأنها دموع كاذبة ووهمية ومن هنا بداً استخدام المصطلح عند المصابين بشلل الوجه النصفي عند نزول الدمع عند الأكل أو معظم الأوقات ثم أصبح مصطلحا نفسيّا يصف مدعين البكاء والمنافقين.